# Доруса
Дору́са (греч. Δορούσα ή Δωρούσα) — небольшой необитаемый остров в Греции. Один из Саронических островов в заливе Сароникос Эгейского моря. Расположен у юго-западной оконечности острова Ангистрион. Относится к общине Ангистрион в периферийной единице Острова в периферии Аттика.
В ноябре 2004 года грузовое судно Avantis III (IMO 7608722) длиной 79,1 метров и вместимостью 635 регистровых тонн, построенное в 1977 году на норвежской верфи Trønderverftet в городке Хоммельвик, до 2002 года носившее название «Акерсхус» (Akershus), затонуло после крушения у острова Доруса. Оно перевозило строительные материалы из Месолонгиона в конечный пункт назначения на Кипре. Экипад судна составлял 12 человек. Оно затонуло в течение 20 минут, при этом погиб 35-летний повар (Βασίλης Κορώνης). Владельцем судна была греческая компания Avantis с штаб-квартирой в Халкиде под руководством Андониса Аграфьотиса (Αντώνης Αγραφιώτης, ум. 2017). Судно находится на глубине от 18 метров (на носу) до 47 метров (на корме) и является популярным местом для дайвинга. Однотипным судном является Alta.